# Coeliccia flavicauda
Coeliccia flavicauda är en trollsländeart. Coeliccia flavicauda ingår i släktet Coeliccia och familjen flodflicksländor. IUCN kategoriserar arten globalt som livskraftig.

## Underarter
Arten delas in i följande underarter:
- C. f. flavicauda
- C. f. masakii